# Stegodyphus pacificus
Stegodyphus pacificus är en spindelart som beskrevs av Pocock 1900. Stegodyphus pacificus ingår i släktet Stegodyphus och familjen sammetsspindlar. Inga underarter finns listade i Catalogue of Life.